# Uihei

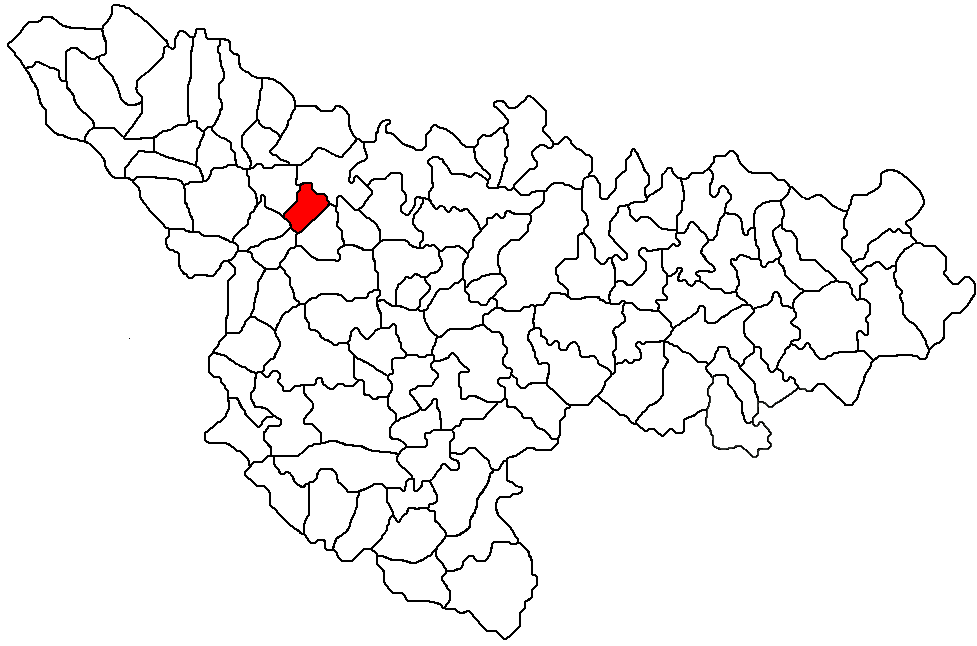
Lage der Gemeinde Șandra im Kreis Timiș

Uihei  (bis 1924 Satu Nou rumänisch auch Coloniști, deutsch Uihel auch Neusiedel auf der Heide, ungarisch Újhely) ist ein Dorf im Kreis Timiș, Banat, Rumänien. Uihei gehört zur Gemeinde Șandra.

## Nachbarorte
| Lovrin    | Pesac                                       | Variaș |
| Bulgăruș  | Kompassrose, die auf Nachbargemeinden zeigt | Șandra |
| Lenauheim | Iecea Mare                                  | Biled  |

## Etymologie
Bei der Ortsgründung erhielt das Dorf den Namen Neusiedel. Mit dem österreichisch-ungarischen Ausgleich von 1860 wurde Újhely die amtliche Bezeichnung. Als das Banat 1920 an Rumänien angeschlossen wurde, war die amtliche Ortsbezeichnung nacheinander Coloniști, Satu Nou, Uiheiu und schließlich Uihei.

## Geschichte
Neusiedel wurde 1844 mit Deutschen aus den umliegenden Dörfern Grabaț, Gottlob, Bulgăruș, Biled, Jimbolia, Lenauheim, Iecea Mare, Iecea Mică, Becicherecu Mic und Șandra als Binnensiedlung gegründet. Die Ansiedler verpflichteten sich vertraglich gegenüber dem adligen Grundherren für 16 Joch Feld 20 Jahre lang, jährlich 221 Gulden und 20 Kreuzer zu bezahlen. Nach der Ungarischen Revolution von 1848 wurden die Bauern von der Robot und dem Zehent befreit.
Das Dorf war ursprünglich mit 96 Hausgrundstücken angelegt, davon 80 mit dazugehörenden Feldern und 16 Kleinhäuslern. Die Hauptbeschäftigung der Dorfbewohner galt dem Tabakanbau.
Uihel hat keine Eisenbahnanbindung. Die nächsten Bahnstationen sind in drei Kilometer Entfernung in Șandra und Bulgăruș.
1906 wurde die Schule gebaut. Die Unterrichtssprache war Deutsch, bis 1907 das „Apponyische Schulgesetz“ in Kraft trat, und die Muttersprache der nationalen Minderheiten als Unterrichtssprache verbot. Die Grundsteinlegung der Kirche erfolgte im Oktober 1929 und die Kirchweihe fand am 31. Mai 1931 statt.
Nach der Agrarreform von 1848 erfolgte ein relativ konstanter wirtschaftlicher Aufschwung, der unabhängig von der politischen Zugehörigkeit anhielt. Das Genossenschaftsleben blühte auf, das Vereinsleben erfuhr einen nie dagewesenen Aufschwung. Der Zweite Weltkrieg setzte dem ein jähes Ende. Es folgte 1945 die Deportation zur Zwangsarbeit in die Sowjetunion, 1946 die Enteignung der Häuser und des Bodenbesitzes der Deutschen (die Häuser wurden 1956 den Eigentümern wieder zurückgegeben), 1949 die Kollektivierung der Landwirtschaft, 1951 die Deportation in die Bărăgan-Steppe, die 1956 endete. In den 1960er und 1970er Jahren war ein wirtschaftlicher Aufschwung zu verzeichnen. Doch bereits in den 1980er Jahren begann die Auswanderung der Deutschen in die Bundesrepublik Deutschland im Sinne der Familienzusammenführung. Nach der Revolution von 1989 begann der Massenexodus. 2005 lebte noch eine einzige deutsche Person in Uihel. Die Häuser der Deutschen werden von zugewanderten Rumänen bewohnt, trotzdem ist ein stetiger Bevölkerungsrückgang in Uihel zu verzeichnen.

## Demografie
Die Bevölkerungszahl von Uihei betrug 1910 rund 672 Personen, davon waren 97,9 % Deutsche; 1930 waren von den 600 Einwohnern 97,3 % Deutsche. 1977 hatte Uihei noch 581 Bewohner, davon 198 Deutsche. 2005 lebte noch eine einzige deutsche Person in Uihel.
| 1880 | 797 | 6   | 4 | 749 | 38 |
| 1910 | 672 | 7   | 7 | 658 | -  |
| 1930 | 600 | 14  | 2 | 584 | -  |
| 1977 | 583 | 384 | 1 | 198 | -  |
| 2002 | 565 | 561 | - | 2   | 2  |